# Zanthoxylum heitzii
Zanthoxylum heitzii är en vinruteväxtart som först beskrevs av Aubrev. & Pellegr., och fick sitt nu gällande namn av Alma May Waterman. Zanthoxylum heitzii ingår i släktet Zanthoxylum och familjen vinruteväxter. Inga underarter finns listade i Catalogue of Life.